# 4921 Volonté
A 4921 Volonte (ideiglenes jelöléssel 1980 SJ) a Naprendszer kisbolygóövében található aszteroida. Zdenka Vávrová fedezte fel 1980. szeptember 29-én.